# Vertegenwoordiger op missie

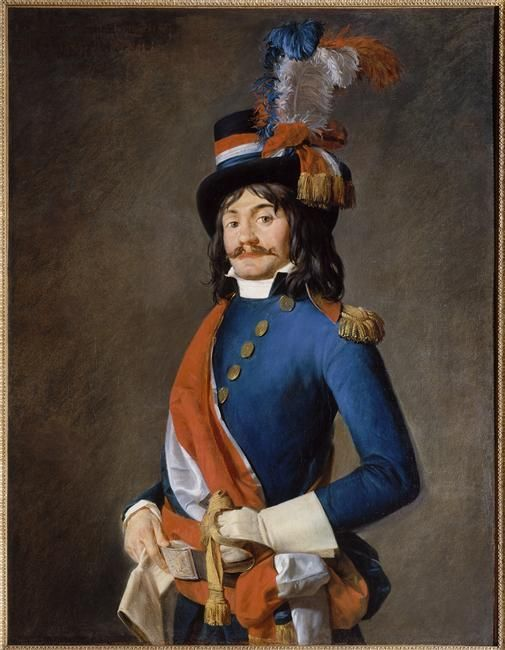
Een vertegenwoordiger en missie, mogelijk Jean-Baptiste Milhaud, toegeschreven aan Jacques-Louis David (Musée de la Révolution française)

Tijdens de Franse Revolutie was een vertegenwoordiger op missie (Frans: représentant en mission) een lid van de Wetgevende Vergadering (1791-1792) of van de Nationale Conventie (1792-1795) dat naar de departementen of naar de legers werd gestuurd met een bijzondere opdracht, meestal het doen naleven van de wetten en het handhaven van de orde. Alternatieve benamingen waren représentant du peuple en mission, représentant député of commissaire de la Convention.

## Geschiedenis
Het sturen van vertegenwoordigers op missie was een praktijk met wortels in het ancien régime. In zijn nieuwe vorm begon het nadat de Eerste Coalitieoorlog was uitgebroken, en het revolutionaire Frankrijk ook intern onder druk kwam te staan door de Oorlog in de Vendée, de Chouannerie en de Federalistische opstanden. Geregeld moesten de vertegenwoordigers toezien op de mobilisatie (de levée en masse en de dienstplicht) of op de naleving van de wetten tegen de eedweigerende priesters. Ook werden ze gebruikt om stedelijke opstanden of onlusten te bedwingen, zoals in Nantes, Toulouse, Lyon, Bordeaux en Marseille. In veroverde gebieden, zoals de Belgische en Italiaanse, werden vertegenwoordigers gestuurd om buit te roven, de aanhechting voor te bereiden en revolutionaire wetgeving in te voeren. Ook moesten ze toezien op de loyauteit van de generaals, die na het verraad van Dumouriez met argusogen werden gevolgd.
Tijdens het Schrikbewind kregen de vertegenwoordigers op missie haast onbeperkte macht, ook tegenover legercommandanten en plaatselijke besturen. Soms leidde dit tot een ware terreur, met massaexecuties van royalisten, federalisten en andere als contrarevolutionair beschouwde personen, telkens na summiere rechtspleging. Dit kan niet los worden gezien van het ruimere beleid waarbij de Conventie zelf de rechten van verdediging uitholde, bijvoorbeeld met de Verdachtenwet en zeker met de Wet van 22 prairial. De grens tussen excessen en verwachte onverbiddelijkheid was niet eenvoudig te trekken. Typerend is dat Carrier werd bestraft voor zijn wandaden in Nantes, maar dat Fouché en Collot d'Herbois ongemoeid werden gelaten voor hun optreden in Lyon. Algemeen genomen zijn niet weinig vertegenwoordigers op missie zelf onder de guillotine geëindigd.
Van maart 1793 tot oktober 1795 zijn in totaal 426 gedeputeerden naar de provincies gestuurd als vertegenwoordiger op missie. De voorlopige uitvoerende raad deed iets vergelijkbaars met haar commissaires du Conseil exécutif, die geen gezanten van de wetgevende, maar van de uitvoerende macht waren. Vaak ging het om personen die waren aangeduid door de Commune van Parijs.

## Voetnoten
1. ↑  Michel Biard & GRHis, Fichier alphabétique des représentants en mission (mars 1793 – octobre 1795), 2015